# Pikku Haukijärvi (Gällivare socken, Lappland, 748802-176193)
Pikku Haukijärvi är en sjö i Gällivare kommun i Lappland och ingår i Kalixälvens huvudavrinningsområde. Sjön har en area på 0,0497 kvadratkilometer och ligger 295,2 meter över havet.

## Delavrinningsområde
Pikku Haukijärvi ingår i det delavrinningsområde (748635-176459) som SMHI kallar för Ovan VDRID = Kääntöjoki i Kalixälvens vattendrags*. Medelhöjden är 315 meter över havet och ytan är 31,83 kvadratkilometer. Räknas de 354 avrinningsområdena uppströms in blir den ackumulerade arean 6 167,26 kvadratkilometer. Avrinningsområdets utflöde Kalixälven (Kaitumälven) mynnar i havet. Avrinningsområdet består mestadels av skog (91 procent). Avrinningsområdet har 2,03 kvadratkilometer vattenytor vilket ger det en sjöprocent på 6,4 procent.